# Energia dysocjacji
Energia dysocjacji cząsteczki, najczęściej oznaczana symbolem Ed – minimalna energia, jaką trzeba dostarczyć cząsteczce w stanie związanym by spowodować jej rozpad.
Energia dysocjacji może być dostarczona cząsteczce na różne sposoby, np. dysocjacja elektrolityczna powstaje w wyniku oddziaływania cząsteczki z molekułami rozpuszczalnika. Dysocjacja termiczna zachodzi, gdy w wysokiej temperaturze, w wyniku zderzeń z innymi molekułami, cząsteczka nabywa na tyle dużej energii oscylacyjnej, że rozpada się. W przypadku fotodysocjacji rozpad powoduje absorpcja kwantu promieniowania o energii wyższej niż energia dysocjacji – nadwyżka energii przekształcana jest na energię kinetyczną rozdzielonych atomów.
Pojęcie energii dysocjacji odnosi się najczęściej do cząsteczki w stanie podstawowym, jednak możemy również mówić o energii dysocjacji konkretnego stanu wzbudzonego cząsteczki.